# Фукан
Фука́н (кит. упр. 阜康, пиньинь Fùkāng, уйг. فۇكاڭ‎) — городской уезд в Чанцзи-Хуэйском автономном округе Синьцзян-Уйгурского автономного района КНР.

## География
Ландшафт представлен горами, предгорьями, равнинами, пустынями. Климат умеренно засушливый, континентальный, зима долгая, признаки весны и осени часто не заметны, летом жара, большая разница дневных и ночных температур. Среднегодовая температура составляет 6,7 ℃, среднегодовое количество осадков 205 мм, безморозный период — 174 дней.
Фукан богат природными ресурсами. Здесь находятся залежи нефти, угля, природного газа, известняка, глины, соли и других минеральных ресурсов. Запасы нефти оцениваются в 15 млрд тонн, запасы угля — в 8,4 млрд тонн, запасы известняка — в 90 млн тонн, запасы природного газа — в 150 млрд кубометров.

## История
Фукан имеет древнюю историю, ещё в период Хань и Тан он был важной остановкой в Шелковом пути. Во времена Хань здесь располагалось княжество Бэйлу (卑陸國). Правитель жил в долине Ганьдан (乾當) на восточной стороне гор. Население: 227 семейств, 1387 человек, из них 422 воина. Пять китайских чиновников, во главе с хоу и переводчик. Восточные располагалось восточное или "позднее" (смотря по пути из Чанъани) Бэйлу-хоу (卑陸後國). Правитель жил в долине Фаньцюйлэй (番渠類). Население состояло из 462 семей, 1137 человек, из них 350 воинов. Китайская администрация состояла из двух чиновников и переводчика. 
В 1760 году здесь было заложено укрепление. В 1763 году была построена крепость, в качестве названия для которой император взял второй и четвёртый иероглифы фразы «物阜民康» («зверей богато, народ благоденствует») — «Фу кан».
В 1776 году был образован уезд, подчиняющийся Урумчи. С 1943 года уезд Фукан входил в состав Специального района Урумчи.
В 1958 году уезд Фукан был передан в состав Чанцзи-Хуэйского автономного округа.
В 1992 году Фукан был поднят в статусе до городского уезда.

## Административное деление
Городской уезд Фукан делится на 3 уличных комитета, 4 посёлка, 1 волость и 2 национальные волости.

## Экономика
В Фукане (Zhundong Economic and Technological Development Zone) расположены заводы поликремния GCL-Poly Energy Holdings и East Hope Group, завод цветных металлов Xinxin Mining Industry.

## Международные связи
Установлены официальные взаимоотношения между Фуканом и российским городом Бердск.